# Werner Johannes (Landrat)
Werner Johannes (* 8. Mai 1906 in Egeln; † 22. Juli 1989 in Augsburg) war ein deutscher Verwaltungsbeamter, Jurist,  Oberregierungsrat und Landrat des Kreises Geldern.

## Leben
Der Protestant Werner Johannes war ein Sohn des kaufmännischen Angestellten Wilhelm Johannes und dessen Ehefrau Emma, geborene Möhring. Nach dem Besuch der städtischen Oberrealschule in Halberstadt und der 1925 abgelegten Reifeprüfung absolvierte er bis 1930 in Jena und Hamburg ein Studium der Staats- und Volkswirtschaft. Einer anderen Quelle zufolge studierte er Rechts- und Staatswissenschaften. Zwischen 1931 und 1934 wurde er in Naumburg zum Gerichtsreferendar ausgebildet, dem die Ernennung zum Gerichtsassessor folgte. Zum 1. August 1932 trat er der NSDAP bei (Mitgliedsnummer 1.233.127) und wurde im Februar 1933 Mitglied der SS (SS-Nummer 126.454). Am 2. Januar 1934 (möglicherweise bereits 1932) wurde er in Jena mit seiner Schrift „Das Verfahren der freiwilligen Gerichtsbarkeit zur Vermittlung der Auseinandersetzung in Ansehung eines Nachlasses“ zum Dr. iur. promoviert. 
Von Juni 1935 bis Oktober 1936 war er im Polizeipräsidium Berlin tätig. Insbesondere war er dort als Justitiar in der Wirtschafts- und weiteren Abteilungen, sowie als Dezernent der Gewerbepolizei und als Sonderbeauftragter im Bereich der Sanierung des Groß-Berliner Kraftdroschkenwesens tätig. Am 16. April 1936 erfolgte seine Übernahme durch den Reichs- und Preußischen Minister des Innern Wilhelm Frick in den preußischen Staatsdienst, sowie seine Ernennung zum Regierungsassessor.
Während der Olympischen Sommerspiele 1936 wurde er als Dezernent im Polizeibefehlsstab eingesetzt. Neben der Gewerbe-Gesundheits-Veterinär-Fremden-Staats- und Kriminalpolizei war er zudem für die Organisation des polizeilichen Einsatzes zuständig. Zwischen 1936 und 1938 wurde er in das Reichsministerium des Innern einberufen, wo er als Hilfsreferent in der Gemeindeabteilung tätig war. 1938 wurde er zum SS-Untersturmführer ernannt. Nach der Beförderung zum Regierungsrat wurde er zwischen 1938 und 1939 als Stellvertreter von Wilhelm Struve an das Landratsamt Koblenz versetzt. Von 1939 bis 1940 (anderen Quellen zufolge bis 1941) war er Landrat des Kreises Geldern.
Zwischen Dezember 1939 und August 1941 erfolgte sein Wehrdienst und seine Teilnahme am Zweiten Weltkrieg. Ab 1940 war er SS-Sturmbannführer beim Sicherheitsdienst der SS (SD), bevor er als Landrat zum 28. Juni 1941 in den Wartestand versetzt wurde. Von August 1941 bis September 1943 erfolgte seine Übernahme in das Reichsministerium für die besetzten Ostgebiete (RMfdbO). Zwischenzeitlich wurde er 1942 zum Oberregierungsrat ernannt. Sein letzter militärischer Dienst erfolgte von Oktober 1943 bis 1945, wo er beim obersten Kommissar für die Operationszone Adriatisches Küstenland in Triest eingesetzt wurde.
Am 23. August 1945 wurde er in Bad Gastein von den Alliierten festgenommen und in verschiedenen österreichischen bzw. bayerischen Internierungslagern untergebracht. Bei einem  Spruchkammerverfahren am 21. Juli 1948 durch die Spruchkammer Augsburg-Land wurde er in der Kategorie V als Entlasteter (die vom Gesetz nicht betroffen waren) eingestuft. Nach Kriegsende war er als Rechtsanwalt u. a. in Augsburg tätig.

## Ergänzendes
Zwischen 1922 und 1925 war er sowohl Mitbegründer als auch Mitglied der Mitteldeutschen Arbeiterpartei in Halberstadt. Ab 1925 war er Mitbegründer und Mitglied des Jungsturms in Halberstadt.

## Familie
Werner Johannes heiratete am 9. Juli 1932 in Jena Käte Störzner (* 19. März 1906 in Jena), Tochter des Baumeisters in Jena Paul Störzner und dessen Ehefrau Gertrud, geborene Günther.

## Publikation
- Das Verfahren der freiwilligen Gerichtsbarkeit zur Vermittlung der Auseinandersetzung in Ansehung eines Nachlasses. Kämpfe, Jena 1933, OCLC 1073195824 (108 S., eingeschränkte Vorschau in der Google-Buchsuche).